# Ternstroemia calycina
Ternstroemia calycina är en tvåhjärtbladig växtart som beskrevs av Fawcett och Rendle. Ternstroemia calycina ingår i släktet Ternstroemia och familjen Pentaphylacaceae. Inga underarter finns listade i Catalogue of Life.